# Now (Fireflight)
Now è il quinto album discografico in studio del gruppo musicale christian rock statunitense Fireflight, pubblicato nel 2012.

## Tracce
1. Stay Close – 3:28
2. Ignite – 2:56
3. Escape – 4:21
4. He Weeps – 3:36
5. Keeping Me Alive – 3:55
6. Stronger Than You Think – 3:41
7. Prove Me Wrong – 3:33
8. Dying For Your Love – 3:21
9. Rise Above – 4:29
10. Now – 2:49